# Dopolavoro Borletti 1937-1938
Questa voce raccoglie le informazioni riguardanti il Dopolavoro Borletti Milano, nelle competizioni ufficiali della stagione 1937-1938.

## Verdetti stagionali
- Serie A: 1ª classificata[1] su 10 squadre . Campione d'Italia  (3º titolo)

## Roster
- Egidio Bianchi
- Franco Brusoni
- Cesare Canetta
- Enrico Castelli
- Camillo Marinone
- Sergio Paganella
- Mino Pasquini

Allenatore: Giannino Valli.